# Phacelia tanacetifolia

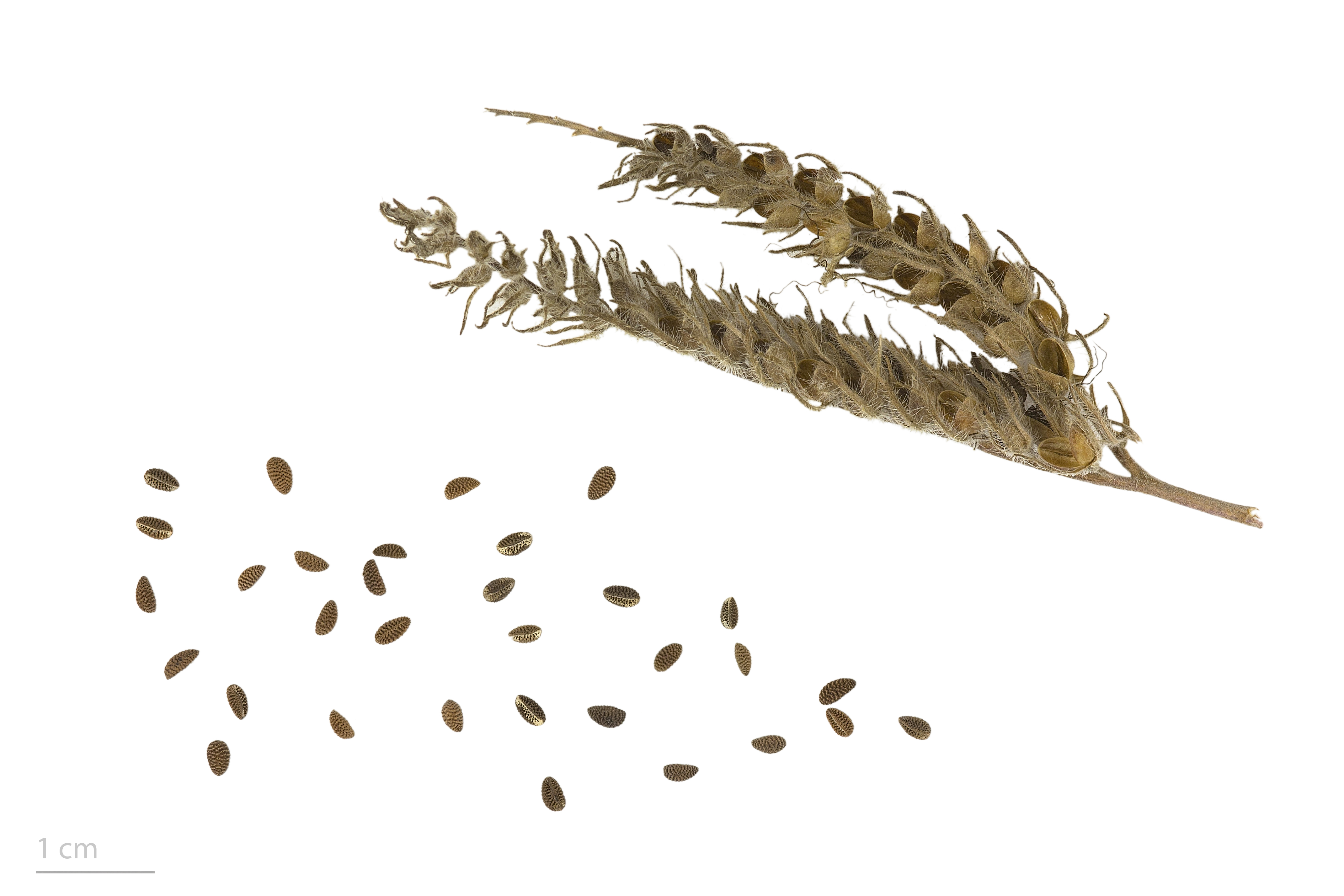
Phacelia tanacetifolia - MHNT

Phacelia tanacetifolia é uma espécie de planta com flor pertencente à família Hydrophyllaceae. 
A autoridade científica da espécie é Benth., tendo sido publicada em Transactions of the Linnean Society of London 17(2): 280. 1835.

## Portugal
Trata-se de uma espécie presente no território português, nomeadamente em Portugal Continental.
Em termos de naturalidade é introduzida na região atrás indicada.

## Protecção
Não se encontra protegida por legislação portuguesa ou da Comunidade Europeia.